# Table Rock State Park (Missouri)
Der Table Rock State Park ist ein Erholungsgebiet am Ufer des Table Rock Lake südwestlich von Branson im Taney County des US-Bundesstaates Missouri.
Bereits vor zehntausend Jahren lebten Bluff Dwellers in der Region. Weiße Siedler aus Tennessee und North Carolina ließen sich ab dem frühen 19. Jahrhundert in der Gegend nieder. In den späten 1950er Jahren wurde am White River mit dem Table Rock Dam ein Staudamm errichtet, um elektrische Energie zu gewinnen und den Fluss bei Hochwasser regulieren zu können. Dabei entstand der Table Rock Lake mit einer Fläche von 174,4 km² und einer Uferlänge von über 1200 km und mehreren Millionen Besuchern im Jahr.
Der 144 ha große State Park wurde 1959 an einem Uferabschnitt südlich neben dem neuen Staudamm eröffnet. Zur Ausstattung gehören Campingplätze, ein Amphitheater, Spielplätze, Badestrände und ein Bootshafen sowie weitere Infrastruktur für Wasserski, Segel- und Paddelboote oder Tauchsport im klaren Wasser. Im See können unter anderem Echte Barsche, Crappies, Sonnenbarsche und Welse geangelt werden.